# Panthera youngi
Panthera youngi es una especie extinta de mamífero carnívoro de la familia de los félidos descubierto en Zhoukoudian, que habitó en el noreste de China y Japón hace aproximadamente 350 000 años, durante el Pleistoceno. Los fósiles encontrados en Japón fueron originalmente considerados como restos de tigres, pero posteriormente se descubrió que al menos algunos de estos restos eran en realidad de leones. C. R. Harington sugirió en 1969 que P. youngi era conespecífico tanto con el león americano (P. l. atrox) como con el león de las cavernas (P. l. spelaea). Se ha señalado que tenía algunas similitudes dentales con el más antiguo taxón P. fossilis, sin embargo Panthera youngi muestra rasgos más derivados.